# Copenhagen Pop Cartel
Copenhagen Pop Cartel er den første EP af den danske popgruppe Nik & Jay. Den udkom den 8. marts 2013 på Copenhagen Records. EP'en udkom som den første Nik & Jay-udgivelse udelukkende digitalt. Udgivelsen består af seks engelsksprogede numre, heriblandt førstesinglen "United" (featuring Lisa Rowe), der udkom den 28. januar 2013. "United" er skrevet i samarbejde med Aura Dione. Singlen debuterede på førstepladsen af download-hitlisten, og blev dermed duoens første nummer ét-hit siden "Mod solnedgangen" (2011).
Nik & Jay har udgivet musikvideoer til sangene "Live 4 Today" (20. december 2012), "Clappin'" (19. februar 2013) og "United" (1. marts 2013) på YouTube.

## Sange
"United" gæstes af den tyske sangerinde Lisa Rowe. Sangen er skrevet i samarbejde med Aura Dione. "Ocean of You" er et samarbejde med Saybia-sangeren Søren Huss, og er ifølge Nik "et af de numre, vi er allermest stolte over at have lavet nogensinde". Sangen "Lights Down Low" er producere af den danske house DJ Morten Breum, som Nik & Jay tidligere har samarbejdet med på hittet "Fest" (2010). "WN&JGM" er bygget over When Saints Go Machine-nummeret "Church & Law". "Clappin'" har Nik beskrevet som "et godt gammeldags 'Nik & Jay'-nummer". "Clappin'" blev udgivet som single den 18. februar 2013 i Norge via Sony Music. EP'en sidste nummer "Live 4 Today" blev udgivet som single i Tyskland den 21. december 2012.

## Spor
| 1. | "United" (featuring Lisa Rowe)        | Niclas Petersen, Jannik Thomsen, Nabil Nafar, Aura Dione                     | Nabil Nafar  | 3:27 |
| 2. | "Ocean of You" (featuring Søren Huss) | Petersen, Thomsen, Søren Huss, Puma                                          | Puma         | 3:38 |
| 3. | "Lights Down Low"                     | Ørom, Wolfson, Morten Breum, Klaus Christensen, Petersen, Thomsen, Fran Hall | Breum, Nexus | 3:20 |
| 4. | "WN&JGM"                              | When Saints Go Machine, Petersen, Thomsen                                    |              | 3:35 |
| 5. | "Clappin'"                            | Ørom, Wolfson, Christian Koenigseder, Petersen, Thomsen, Julimar Santos      |              | 3:05 |
| 6. | "Live 4 Today"                        | Ørom, Wolfson, Breum, Petersen, Thomsen                                      |              | 2:47 |

| 1. | "United" (featuring Lisa Rowe)        | 3:27 |
| 2. | "Ocean of You" (featuring Søren Huss) | 3:38 |
| 3. | "Lights Down Low"                     | 3:20 |
| 4. | "All Out" (featuring Madcon)          | 3:11 |
| 5. | "Clappin'"                            | 3:04 |
| 6. | "Live 4 Today"                        | 2:44 |